# Cephalozia ligulata
Cephalozia ligulata là một loài rêu tản trong họ Cephaloziaceae. Loài này được (Stephani) Besch. miêu tả khoa học lần đầu tiên năm 1895.